# Elgato Systems
Elgato Systems (souvent abrégé en Elgato) est un fabricant allemand d'électronique grand public basé à Munich. Il s'est rendu célèbre au-delà des limites régionales en 2002 grâce à la gamme EyeTV, qui permet de regarder la télévision sur Mac et sur d'autres appareils. Ces produits ont valu de nombreuses récompenses à Elgato, qui s'est vu classé en tant que numéro un du marché dans ce domaine par les médias,. En plus de la gamme EyeTV, l'entreprise produit entre autres du matériel et des logiciels de domotique.

## Histoire

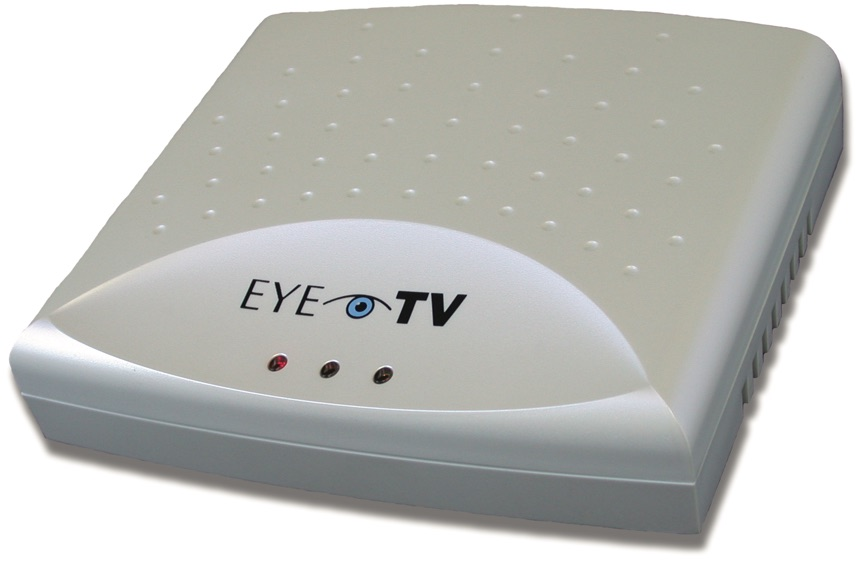
Premier modèle EyeTV (2002).

L'entreprise a été créée en 1992 par Markus Fest sous le nom de « Miles Information Systems GmbH ». Au départ, elle était principalement connue pour son logiciel de gravure de CD Toast, qui a été revendu par la suite à Roxio, une entreprise née d'une scission avec Adaptec. En 2002, EyeTV a été le premier produit publié sous la marque Elgato. EyeTV a connu un large écho dans les médias et a fait la réputation de l'entreprise, dont il est devenu le principal produit. Depuis 2003, la société s'appelle « Elgato Systems GmbH ».
De 2003 à 2005, elle a été dirigée par Freddie Geier, qui est devenu plus tard directeur d'Apple Allemagne. Après son départ, Markus Fest a repris les commandes de l'entreprise. La part de marché (TNT sur Mac) d'Elgato a augmenté de près de 90% (en 2011). L'entreprise est ainsi devenue de facto le numéro un du marché de la télévision sur Mac,. Au cours des dernières années, Elgato a étendu son portefeuille produits à de nombreux autres domaines, par exemple en créant un porte-clés intelligent. En 2014, l'entreprise s'est lancée dans la domotique. Elgato a fait partie des premiers fabricants à proposer la compatibilité avec HomeKit d'Apple.
Le 27 juin 2018, la branche Gaming d'Elgato est racheté par le fabricant Corsair Gaming, spécialisé dans le matériel informatique, notamment pour les joueurs de jeu vidéo 

## Produits
Capteurs « Eve »
La gamme Eve d'Elgato est composée de capteurs qui peuvent mesurer par exemple la consommation électrique, la qualité de l'air ou la température. Elgato propose également des capteurs qui permettent de connaître l'état (ouverte ou fermée) des portes et des fenêtres. Tous les produits de cette catégorie sont basés sur HomeKit d'Apple et se contrôlent depuis un iPhone ou un iPad.
EyeTV
EyeTV d'Elgato retransmet la télévision sur PC Windows, sur Mac ou sur les appareils mobiles fonctionnant sous Android ou iOS. Au départ, il s'agissait d'un tuner pour télévision analogique qui transférait les programmes TV en cours sur le Mac via un port USB et pouvait également enregistrer des émissions. Le magazine Macworld a qualifié EyeTV de première étape dans l'association entre la télévision et l'ordinateur. Au cours des années suivantes, EyeTV a été retravaillé à de nombreuses reprises et proposé en différentes versions,,. EyeTV existe en de nombreuses versions compatibles avec les signaux analogiques, DVB-C, DVB-S, DVB-S2 et DVB-T (TNT) ou avec une combinaison de différents standards. La connexion à l'ordinateur, au smartphone ou à la tablette se fait par port USB, micro-USB ou Lightning. EyeTV Netstream permet également de proposer la TV par câble ou satellite sur le réseau local afin que plusieurs appareils puissent y avoir accès,. L'entreprise propose des logiciels permettant d'utiliser EyeTV pour tous les systèmes d'exploitation compatibles. Ceux-ci comptent notamment EyeTV 3 pour Mac, qui est également vendu sans matériel EyeTV et fonctionne aussi avec d'autres tuners TV comme Tivizen. Le programme permet d'afficher, d'enregistrer et de modifier les émissions de télévision et également de les exporter en vidéos pour iPhone et iPad.
Elgato a reçu de nombreuses récompenses pour sa gamme de produits EyeTV. Par exemple, l'entreprise s'est vu attribuer l'Editors Choice Award du magazine spécialisé Macworld UK dans la catégorie « Best Consumer Hardware ». En 2009, 2010 et 2011, Macworld lui a décerné un prix pendant trois années consécutives,,.
Game Capture HD
Game Capture HD d'Elgato est un produit qui permet aux utilisateurs d'enregistrer des séquences de jeux vidéo. Il fonctionne aussi bien avec un ordinateur qu'avec des consoles de jeux comme la Playstation, la Wii U ou la Xbox. Elgato a conçu ce produit après avoir constaté qu'EyeTV était souvent utilisé à cette fin avec des matériels tiers fabriqués par d'autres constructeurs.
Lampe à DEL « Avea »
En même temps que ses capteurs Eve, l'entreprise a présenté en janvier 2015 une lampe à DEL sous la marque Elgato Avea. Elle se connecte à l'iPhone ou à l'iPad par Bluetooth Smart et se contrôle à l'aide d'une app. Avea est compatible avec les culots E27 et peut rendre différentes ambiances, par exemple une lumière polaire ou un feu de cheminée. En plus d'Avea, cette gamme de produits comprend également Smart Power, un chargeur mobile doté d'une interface USB, ou encore Smart Key, un porte-clés intelligent.
Thunderbolt Dock, Thunderbolt Drive+
Le Thunderbolt Dock d'Elgato permet de connecter plusieurs appareils à un ordinateur via un port Thunderbolt. Ceci s'applique également aux écrans supplémentaires, car le dispositif est équipé d'un port HDMI. Thunderbolt Drive+ est un disque dur externe dont la version originale, Thunderbolt SSD, était le premier disque Thunderbolt qui ne nécessitait pas d'alimentation électrique externe.
Video Capture, Turbo.264 HD
Video Capture d'Elgato permet de numériser des vidéos analogiques, comme celles des magnétoscopes ou caméscope VHS, et de les transférer sur PC, sur Mac ou sur iPad. Quant à Turbo.264 HD, il s'agit de l'un des rares produits 100 % logiciel de l'entreprise. Il convertit différents formats de vidéos numériques en H.264,.

## Critique
En janvier 2015, Elgato a lancé un programme de rappel du produit « Smart Power », un chargeur pour iPhone et iPad. Il venait d'être présenté dans le cadre du Salon international de la radiodiffusion (IFA) 2014. L'entreprise a expliqué que dans de rares cas, les chargeurs d'une certaine puissance pouvaient surchauffer. Elgato a proposé aux clients concernés de contrôler le numéro de série de leur appareil et leur a remboursé le prix d'achat. Les médias ont annoncé qu'il n'était pas prévu d'échanger les chargeurs défectueux.

## Annexe